# Trichomycterus dispar
Trichomycterus dispar, el Mauri, nombre utilizado en Bolivia y Perú, es una especie de peces de la familia Trichomycteridae en el orden de los Siluriformes.

## Morfología
• Los machos pueden llegar alcanzar los 26 cm de longitud total.

## Distribución geográfica
Se encuentra en los Andes del Perú y Bolivia.